# Exarrhenus egens
Exarrhenus egens är en skalbaggsart som beskrevs av Francis Polkinghorne Pascoe 1864. Exarrhenus egens ingår i släktet Exarrhenus och familjen långhorningar. Inga underarter finns listade i Catalogue of Life.